# Choquinha-de-garganta-clara
Formigueirinho-de-garganta-lisa ou choquinha-de-garganta-clara (nome científico: Isleria hauxwelli) é uma espécie de ave da família Thamnophilidae.
Pode ser encontrada nos seguintes países: Bolívia, Brasil, Colômbia, Equador e Peru.
Os seus habitats naturais são: florestas subtropicais ou tropicais húmidas de baixa altitude.